# Arachnura melanura
Arachnura melanura là một loài nhện trong họ Araneidae.
Loài này thuộc chi Arachnura. Arachnura melanura được Eugène Simon miêu tả năm 1867.

## Hình ảnh

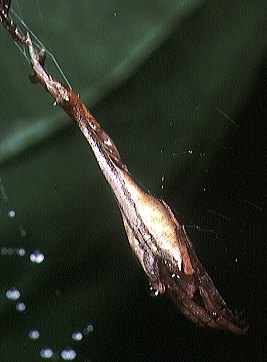